# 入舟町 (栃木市)

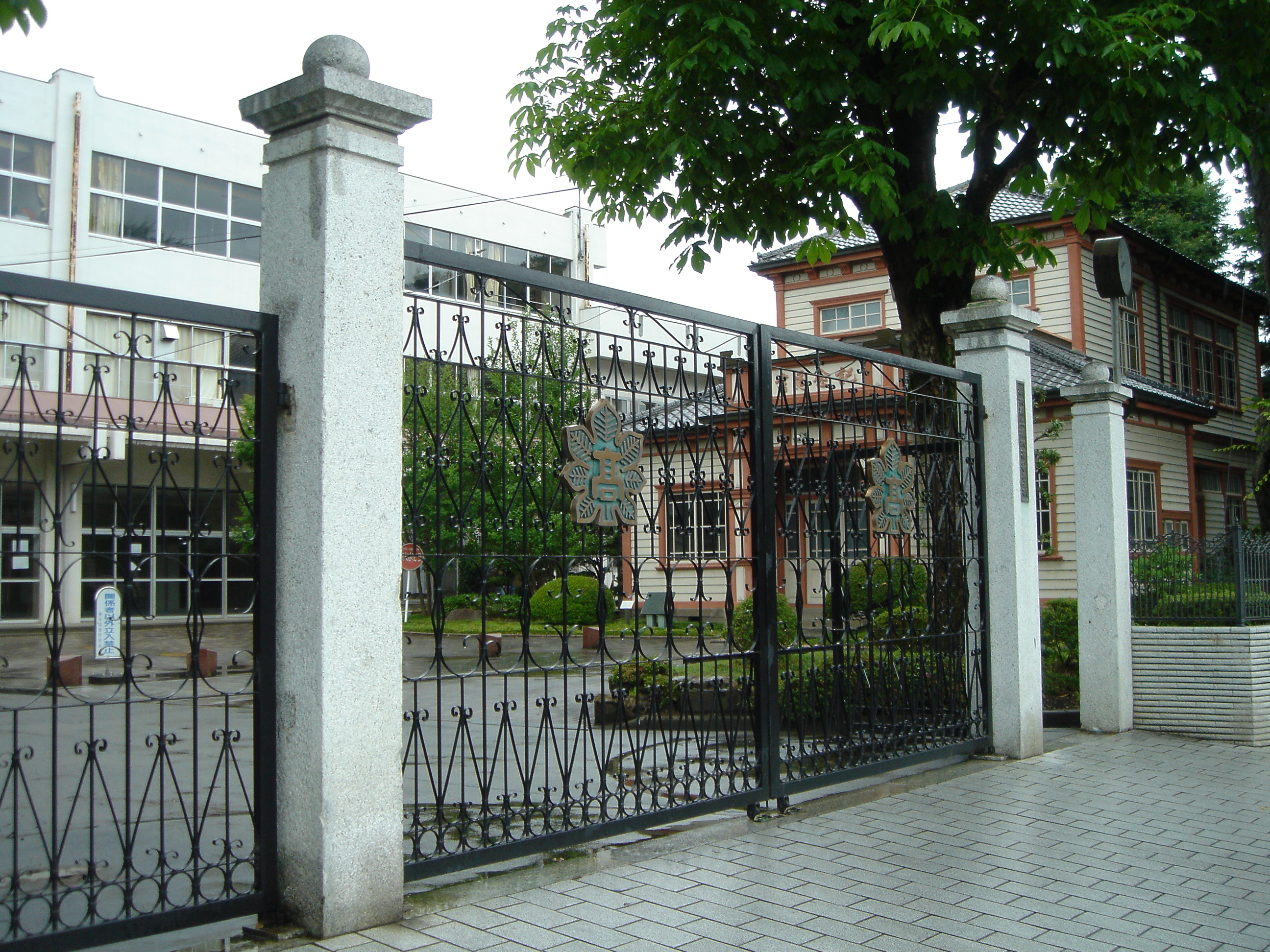
栃木県立栃木高等学校正門

入舟町（いりふねちょう）は、栃木県栃木市の地名。郵便番号は328-0016。
　

## 地理
栃木市の中央部に位置し、東部を南北に巴波川が流れる。
巴波川沿いに遊歩道が整備され、道沿いには蔵の街の観光名所となっている横山郷土館や栃木市役所別館があり、蔵の街観光の周遊ルートを形成している。西部には栃木市役所、栃木県立栃木高等学校、栃木市立栃木中央小学校があり、これらを囲む形で「県庁堀」と呼ばれる堀がめぐらされている。
隣接する地名
- 東 - 万町
- 西 - 柳橋町、祝町
- 南 - 湊町、室町
- 北 - 錦町、箱森町

河川
- 巴波川

## 世帯数と人口
2017年（平成29年）8月31日現在の世帯数と人口は以下の通りである。
| 町丁   | 世帯数  | 人口  |
| ------ | ------- | ----- |
| 入舟町 | 183世帯 | 396人 |

## 交通

### バス
蔵の街観光バス
■蔵の街循環「のらっせ号」
- (18) 市役所前 - (19) 福祉庁舎前

### 道路
市道
- 市役所通り
- 栃高通り

## 小・中学校の学区
市立小・中学校に通う場合、学区は以下の通りとなる。
| 番地 | 小学校                 | 中学校               |
| ---- | ---------------------- | -------------------- |
| 全域 | 栃木市立栃木中央小学校 | 栃木市立栃木東中学校 |